# Ginnastica ai Giochi della XVIII Olimpiade
Le competizioni di ginnastica artistica dei Giochi della XVIII Olimpiade  si sono svolte al Tokyo Metropolitan Gymnasium dal 18 al 22 ottobre 1964.
Come a Roma 1960 si sono svolte 8 competizioni maschili e 6 femminili.

## Programma
| Data            | Round                                                      |
| --------------- | ---------------------------------------------------------- |
| 18 ottobre 1964 | Qualificazioni maschili esercizi obbligatori               |
| 19 ottobre 1964 | Qualificazioni femminili esercizi obbligatori              |
| 20 ottobre 1964 | Qualificazioni esercizi liberi e finali concorsi maschili  |
| 21 ottobre 1964 | Qualificazioni esercizi liberi e finali concorsi femminili |
| 22 ottobre 1964 | Finali attrezzi                                            |

## Podi

### Uomini
| Evento                           | Oro                                                                                              | Perform. | Argento                                                                                                  | Perform. | Bronzo                                                                                 | Perform. |
| Concorso a squadre (dettagli)    | Giappone Yukio Endō Shūji Tsurumi Haruhiro Yamashita Takuji Hayata Takashi Mitsukuri Takashi Ono | 577.95   | Unione Sovietica Boris Šachlin Viktor Lisitsky Viktor Leont'ev Jurij Capenko Jurij Titov Sergej Diomidov | 575.45   | Germania Erwin Koppe Günter Lyhs Klaus Köste Peter Weber Philipp Fürst Siegfried Fülle | 565.10   |
| Concorso individuale (dettagli)  | Yukio Endō                                                                                       | 115,95   | Shūji Tsurumi Viktor Lisitsky Boris Šachlin                                                              | 115,40   | NA                                                                                     | -        |
| Corpo libero (dettagli)          | Franco Menichelli                                                                                | 19,450   | Viktor Lisitsky Yukio Endō                                                                               | 19,350   | NA                                                                                     | -        |
| Volteggio (dettagli)             | Haruhiro Yamashita                                                                               | 19,600   | Viktor Lisitsky                                                                                          | 19,325   | Hannu Rantakari                                                                        | 19,300   |
| Cavallo con maniglie (dettagli)  | Miroslav Cerar                                                                                   | 19,525   | Shūji Tsurumi                                                                                            | 19,325   | Jurij Capenko                                                                          | 19,200   |
| Anelli (dettagli)                | Takuji Hayata                                                                                    | 19,475   | Franco Menichelli                                                                                        | 19,425   | Boris Šachlin                                                                          | 19,400   |
| Parallele simmetriche (dettagli) | Yukio Endō                                                                                       | 19,675   | Shūji Tsurumi                                                                                            | 19,450   | Franco Menichelli                                                                      | 19,350   |
| Sbarra (dettagli)                | Boris Šachlin                                                                                    | 19,625   | Jurij Titov                                                                                              | 19,550   | Miroslav Cerar                                                                         | 19,500   |

### Donne
| Evento                            | Oro | Perform. | Argento | Perform. | Bronzo                                                                                      | Perform. |
| Concorso a squadre (dettagli)     | Unione Sovietica Larisa Latynina Polina Astachova Alena Valčėckaja Tamara Zamotajlova Tamara Manina Lyudmila Gromova | 380,890  | Cecoslovacchia Věra Čáslavská Hana Růžičková Jaroslava Sedláčková Adolfína Tkačíková Marianna Némethová Jána Kubičková | 379,989  | Giappone Keiko Tanaka Toshiko Shirasu Kiyoko Ono Taniko Nakamura Ginko Abukawa Hiroko Tsuji | 377,889  |
| Concorso individuale (dettagli)   | Věra Čáslavská | 77,564   | Larisa Latynina | 76,998   | Polina Astachova                                                                            | 76,965   |
| Corpo libero (dettagli)           | Larisa Latynina | 19,599   | Polina Astachova | 19,500   | Anikó Ducza                                                                                 | 19,300   |
| Volteggio (dettagli)              | Věra Čáslavská | 19,483   | Larisa Latynina Birgit Radochla                                                                                        | 19,283   | NA                                                                                          | -        |
| Parallele asimmetriche (dettagli) | Polina Astachova | 19,332   | Katalin Makray | 19,216   | Larisa Latynina                                                                             | 19,199   |
| Trave (dettagli)                  | Věra Čáslavská | 19,449   | Tamara Manina | 19,399   | Larisa Latynina                                                                             | 19,382   |

## Medagliere
| Posizione | Paese            |    |    |    | Totale |
| --------- | ---------------- | -- | -- | -- | ------ |
| 1         | Giappone         | 5  | 4  | 1  | 10     |
| 2         | Unione Sovietica | 4  | 10 | 5  | 19     |
| 3         | Cecoslovacchia   | 3  | 1  | 0  | 4      |
| 4         | Italia           | 1  | 1  | 1  | 3      |
| 5         | Jugoslavia       | 1  | 0  | 1  | 2      |
| 6         | Germania         | 0  | 1  | 1  | 2      |
|           | Ungheria         | 0  | 1  | 1  | 2      |
| 8         | Finlandia        | 0  | 0  | 1  | 1      |
| Totale    | Totale           | 14 | 18 | 11 | 43     |